# Cindy Sherman
Cindy Sherman (ur. 19 stycznia 1954 w Glen Ridge, New Jersey) – amerykańska artystka współczesna.
Jej najbardziej znany cykl zdjęć to Untitled Film Stills, 69 czarno-białych zdjęć, w niewielkim formacie, pokazujących artystkę wcielającą się w rozmaite stereotypowe kobiece role, męskie klisze na temat kobiet, zbudowane przez hollywoodzkie filmy z lat 50. i 60. XX w. Cykl ten jest obecnie w kolekcji Museum of Modern Art w Nowym Jorku.
Zasiadała w jury konkursu głównego na 56. MFF w Wenecji (1999).

## Wybrane wystawy
- 2000 Die verletzte Diva, Kunstverein München,
- 2004/2005 The Last Picture Show, Fotomuseum Winterthur
- 2005 Faces in the Crowd - Picturing Modern Life from Manet to Today, Whitechapel Art Gallery, Londyn.